# Vit caprin
Vit caprin är en svensk getost. Det är en lätt lagrad hårdost med en yta täckt av vitt camembertmögel. Den har en mild getsmak som kommer av att getmjölken innehåller kaprinsyra.
Vit caprin utvecklades under 1970-talet på Ramsele Getgård. Utgångspunkten var den traditionella ystningsteknik som fanns på fäbodarna i Västernorrland och Jämtland. Nackdelen med "fäboosten" var att ytan täcktes av grönt och svart vildmögel, som gjorde att osten hade utseendet emot sig. Osten kunde variera mycket i smak och kvalitet. Dessutom kunde getsmaken ibland vara väldigt stark, stundom rent av frän.
Utmaningen blev att ta fram en vacker ost som var jämn i smak och kvalitet.  
Vad som gjort vit caprin till något av en svensk standard för getost är den speciella tillverkningsmetoden. Först och främst pastöriseras mjölken tidigt, helst i samband med mjölkningen. Detta medför att halten oönskade bakterier sänks till ett minimum. Efter pastöriseringen tillsätts en levande kultur av önskade bakterier från den föregående ystningen – ungefär på samma sätt som vid bakning av surdegsbröd, då ju degen ympas med en jästkultur från det tidigare baket. Det gör att smaken på den färdiga osten blir förutsägbar och som man önskar, och resultatet av ystningen varierar inte på grund av en "vildväxt" av bakterier. Därefter tillsätts löpe
En annan positiv effekt av den tidiga pastöriseringen är att kaprinsyran slutar oxidera. Det gör att getsmaken finns kvar, men utan att utvecklas vidare och bli alltför stark. Den färdiga osten får därför den karaktäristiska milda getsmaken.
Mjölken ystas som en traditionell hårdost, och efter saltbadet och torkningen ympas ostytan med camembertmögel. Därefter lagras osten två till tolv månader. Många typer av ost lagras i en temperatur omkring 8–10 grader Celsius. Vad gäller den vita caprin som lagras längre än tre, fyra månader, så skulle en så hög temperatur medföra att möglet bryter ner ostproteinet. Då får man en ost som är krämig under ytan, men med en fast kärna. Därför förvaras vällagrad vit caprin ofta i låg temperatur, cirka 4 grader. Då behåller den sin konsistens helt igenom, men får ändå arom från möglets inverkan.
Osten lagras i en mycket fuktig miljö, vilket säkerställer att möglet utvecklar sig bra, utan att osten torkar ut.